# Mine de Chambeuil
La mine de Chambeuil est une ancienne exploitation minière française de lignite située sur la commune de Laveissière, dans le Cantal, en Auvergne.

## Présentation
Ce gisement repose sur les calcaires oligocènes. Les niveaux à lignites alternent avec des argiles à diatomées et des cinérites. Leur degré d'évolution est assez faible. Le gisement est constitué de cinq couches de 0,4 à 0,7 mètre de puissance dont deux furent exploitées. Ces deux couches ont une pente de 15 à 20° NS. La couche n°1 à 0,8 d’épaisseur. Elle n’avait pas encore été exploitée en 1930 parce qu’elle est en aval-pendage du cours de l’Alagnon. La couche n°2 qui fut exploitée comprend un banc de lignite de 0,4 à 0,6 mètre reposant sur un banc de schistes ligniteux d'un mètre. Le toit est constitué par des cinérites, le mur par du sable mi-dur.

## Historique
La mine de Chambeuil (appelée aussi Concession de Laveissière), qui s'étend sur 1.007 ha sur les communes de Laveissière, Murat et Bredons, a été instituée par décret du 4 juillet 1885, au profit de la Société des Houillères de Murat, puis, en 1895,  reprise par la Compagnie des Houillères de l'Aveyron et du Cantal. La concession est renoncée par arrêté du 11 mars 1965.

## Exploitation
En 1886, les travaux ne font encore que commencer. Quelques chantiers de dépilage ont été organisés dans la couche n°2 (50 cm) en contrebas du chemin de fer de Murat au Lioran.
Le lignite est vendu aux chaufourniers et aux briqueteries. La production en 1887 se monte à 450 tonnes avec un déficit d’exploitation de 303 francs. Les travaux sont concentrés dans la couche supérieure de Chambeuil (couche n°2). Ils occupent quatre ouvriers et un maître-mineur (qui s’occupe également de la vente et de l’expédition des produits). Les conditions de travail sont difficiles ; le procès-verbal de la visite de l’Ingénieur de mines pour 1887 la décrit : « le mineur, couché sur le côté, creuse dans les schistes du mur une entaille de 25 cm de hauteur qu’il pousse le plus loin possible puis il fait tomber la veine sur toute son épaisseur au moyen de coins en fer qu’il enfonce dans la première assise du toit. La matière combustible tombe par gros morceaux ». Les mineurs sont payés au mètre carré de dépilage, font le roulage, les remblais, le boisage et arrivent à gagner 2,50 francs par jour, ce qui correspond à peu près à une tonne. Il y a deux chantiers d’abattage, un chantier d’avancement et un chantier en remonte.
La situation de la mine est précaire et la production baisse d'année en année faute de clients : 596 tonnes en 1888, 200 tonnes en 1890, 126 tonnes en 1891, 114 tonnes en 1892 et 60 tonnes en 1893. Elle fonctionne au ralenti et va jusqu'à fermer.
Elle rouvre en 1902 avec 85 tonnes de lignite mais referme jusqu'en 1918.
On assiste à un net renouveau avec 1.750 tonnes et un effectif de 21 personnes en 1920, atténué en 1921 avec 525 tonnes et 6 personnes et relancé en 1922 avec 2.076 tonnes et 7 ouvriers. Il y a deux sièges d'exploitation : Chambeuil et Fraisse Bas. Les utilisations étaient très locales : chauffage domestique et industrie de la chaux. Le schiste ligniteux est calciné à l’air libre puis broyé comme produit calorifuge. La production consiste en schistes ligniteux utilisés pour la fabrication du kieselguhr.  En 1929, la mine produit 110 tonnes de lignite avec 9 ouvriers, 32 tonnes en 1931 et 532 tonnes en 1932.
La mine ferme en 1934 et une tentative de reprise eut lieu en 1941 en vue de la création d’une usine de distillation. Une dernière reprise de l’exploitation eut lieu en 1944 mais l'incendie du matériel de la mine par les Allemands stoppa l'activité.